# Fuck Off
Fuck Off ist eine spanische Speed- und Thrash-Metal-Band aus Barcelona, die im Jahr 1986 gegründet wurde, sich 1990 auflöste und seit 2010 wieder aktiv ist.

## Geschichte
Die Band wurde im Jahr 1986 gegründet. Im Jahr 1987 schloss sich eine erste Single an, ehe im Jahr 1988 das Debütalbum Another Sacrifice folgte, auf dem unter anderem auch das Slayer-Cover Black Magic enthalten war. Das Album wurde in Ibiza aufgenommen. Das zweite Album Hell on Earth erschien im Jahr 1990, wobei dieses in Birmingham aufgenommen wurde. Es folgten Auftritte zusammen Rage und Running Wild. Die Band löste sich jedoch noch im selben Jahr auf.
Im Jahr 2010 wurde die Band vom Gitarristen Pep Casas neu gegründet. Es folgten Auftritte, bei denen auch der ehemalige Sänger Joe Bolta gelegentlich mit auf der Bühne stand. Während die Band Konzerte in ganz Spanien abhielt, arbeitete sie zudem an neuen Liedern. Nachdem im Jahr 2012 die Kompilation A Different Sacrifice 1987-1988 von Xtreem Music veröffentlicht worden war, schloss sich im September 2013 das dritte Album Smile As You Kill an, welches von Dan Swanö gemastert wurde.

## Stil
Auf Another Sacrifice spiele die Band laut classicthrash.com klassischen Thrash Metal mit „fiesem“ Gesang und ohne einprägsame Riffs, wobei auch keines der Lieder sich von den anderen abheben würde. Auf Hell on Earth habe sich dies fortgesetzt, wobei die größte Neuerung auf dem Album der neue Sänger war. Smile As You Kill biete auch trotz starker Besetzungswechsel, wodurch von der Ursprungsbesetzung nicht mehr viel übrig sei, klassischen Thrash Metal, wobei der anarchistische Klang, der in den früheren Alben noch zu hören gewesen, verloren gegangen sei. Laut thethrashmetalguide.com zählen die Band neben Legion und Muro zu den Pionieren der spanischen Speed- und Thrash-Metal-Szene. Another Sacrifice weise Einflüsse von frühen Slayer auf. Das Album beginne mit Speed Metal, vergleichbar mit dem von Exciter, ehe man in aggressiven Thrash Metal übergehe. Hell on Earth biete ebenfalls aggressiven Thrash Metal, wobei sich die Aggressivität im Verlaufe des Albums noch steigere und auch das Spiel der Instrumente technisch anspruchsvoller werde. Wie bei dem Vorgänger seien auch auf diesem Album Einflüsse aus dem Crossover verarbeitet worden, wenn auch weniger häufig. Das Lied Hell on Earth, das seine Wurzeln im Speed Metal habe, sei zudem ein Einfluss auf die spätere Entwicklung der Speed- und Power-Metal-Bewegung der 1990er Jahre gewesen. Auch auf Smile As You Kill spiele die Band eine Mischung aus Speed- und Thrash-Metal, die an Gruppen wie Warrant, Iron Angel und Helloween erinnere.

## Diskografie
- 1988: Fuck Off (Single, Justine Records)
- 1988: Another Sacrifice (Album, Claxon Records)
- 1990: Hell on Earth (Album, G.B.B.S. Records)
- 2012: A Different Sacrifice 1987 - 1988 (Kompilation, Xtreem Music)
- 2013: Smile As You Kill (Album, Xtreem Music)